# Эр Юнайтед
«Эр Юна́йтед» (англ. Ayr United F. C.) — шотландский футбольный клуб из города Эр, Саут-Эршир.
Сформирован в 1910 путём слияния клубов «Эр» и «Эр Паркхаус» (последний в свою очередь образовался в 1879 слиянием «Эр Академикал» и «Эр Тисл»). Их прозвище Честные люди (англ. The Honest Men), взято из стихотворения шотландского национального поэта Роберта Бёрнса «Тэм О`Шантер».
Клуб провёл в общей сложности 34 сезона в высшем дивизионе, последний сезон в 1977/78. Клуб шесть раз первенствовал на втором уровне шотландского футбола, и два раза — на третьем. Наиболее известным и успешным тренером «Эр Юнайтед» является Алли Маклауд, который оттуда ушёл руководить национальной сборной.
Принципиальным соперником в эйрширском дерби является клуб «Килмарнок», однако в последнее время своего рода соперничество возникло с клубом «Эйрдрионианс».

## Достижения
- Кубок Шотландии
  - Полуфинал (3): 1972/73, 1999/2000, 2001/02
- Кубок шотландской лиги
  - Финал (1): 2001/02
  - Полуфинал (2): 1969/70, 1980/81
- Шотландский Кубок вызова
  - Финал (2): 1990/91, 1991/92
- Первый дивизион шотландской футбольной лиги
  - Победитель (6): 1911/12, 1912/13, 1927/28, 1936/37, 1958/59, 1965/66
  - Второе место (4): 1910/11, 1955/56, 1968-69, 2000/01
- Второй дивизион шотландской футбольной лиги
  - Победитель (2): 1987/88, 1996/97
  - Второе место (1): 2008/09

## Форма

### Домашняя
| 2016/17 | 2017/18 | 2018/19 | 2019/20 | 2020/21 | 2021/22 | 2022/23 | 2023/24 | 2024/25 |

### Гостевая
| 2016/17 | 2017/18 | 2018/19 | 2019/20 | 2020/21 | 2021/22 | 2022/23 | 2023/24 | 2024/25 |

### Резервная
| 2022/23 |

Источники:,